# 提姆·布朗
提姆·布朗（英語：Tim Brown；1981年3月6日—）是一位新西蘭職業足球運動員，在場上司職中後衛。他是2007年惠靈頓鳳凰加入A聯賽時的七名球員之一，也是惠靈頓鳳凰的副隊長。在加入惠靈頓鳳凰之前，他曾效力於紐卡斯爾噴氣機。除了俱樂部的賽事之外，他也曾新西蘭的青年隊和新西蘭國家足球隊參加賽事。2016年，提姆·布朗創辦了Allbirds。

## 外部連結
- Wellington Phoenix profile
- NZ Football Profile
- Tim Brown – FIFA國際賽競賽紀錄 (存檔)